# Россия будет свободной
«Россия будет свободной» — один из лозунгов современной российской либеральной политической оппозиции.

## Ранние упоминания
Большевистский революционер Владимир Шимановский в последнем письме к жене перед своим расстрелом писал[когда?]: «Россия будет свободной, сколько бы ни старались её враги, и эта вера даёт мне возможность спокойно умереть». Лев Троцкий в лекции, прочитанной 16 июня 1918 года, сказал: «Товарищи-братья! Я призываю вас провозгласить вместе со мною: „Да здравствует Красная Рабочая Армия и да здравствует честная трудовая Рабочая и Крестьянская Советская Республика!“ Она не будет рабой и будет биться до последней капли крови. Россия будет свободной! Россия будет народной! Россия будет счастливой!».

## Современность
Борис Ельцин во время путча 1991 года писал в «Общей газете»: «Дни заговорщиков сочтены. Закон и конституционный порядок восторжествуют. Россия будет свободной!» В 2010 году общество «Мемориал» и партия «Яблоко» организовали шествие в честь победы над путчем 1991 года, которое прошло под лозунгом «Россия будет свободной».
Впоследствии лозунг стал часто использоваться в оппозиционном движении, включая митинг на проспекте Сахарова в декабре 2011 года, митинг в марте 2012 года, митинг на Болотной площади 6 мая 2013 года, где многие завершили своё выступление им, включая Алексея Навального, похороны Валерии Новодворской в 2014 году и Марш памяти Бориса Немцова 2017 года. Также лозунг неоднократно употреблялся на протестах в поддержку Алексея Навального 2021 года и на его похоронах в 2024 году. По мнению политолога Владимира Гельмана, «лозунг участников оппозиционных митингов — „Россия будет свободной“ — может выступать не просто призывом, но стать ключевым аспектом политической повестки для нашей страны в обозримом будущем». Экономист Андрей Заостровцев выразил противоположную точку зрения: «если Россия — то не свободной, если свободной, то не Россия». По его мнению, демократизация обществ, принадлежащих к «силовой» цивилизации, возможна только благодаря особому стечению обстоятельств, возникающих после внешних шоков и кризисов.
Навальный после своего отравления и возвращения в Россию на судебном заседании 20 февраля 2021 года предложил изменить лозунг и говорить, что Россия должна быть не только свободной, но и счастливой.